# Criminal Justice
Criminal Justice er en amerikansk film fra 1990 af Andy Wolk.

## Medvirkende
- Forest Whitaker som Jessie Williams
- Anthony LaPaglia som David Ringel
- Rosie Perez som Denise Moore
- Jennifer Grey som Liz Carter
- Tony Todd som Riley
- Saundra McClain som Loretta Charles
- Joe Lisi som Detective Lane
- Stephen Pearlman som Judge Ratner